# 斉藤佑介
斉藤 佑介（さいとう ゆうすけ、1981年9月22日 - ）は、日本の俳優。静岡県出身。グリーンメディア所属。

## 出演作品

### 映画
- アンテナ（熊切和嘉監督、2002年）
- ガチバン（城定秀夫監督、2008年）

### テレビ
- プライド 2004年1月12日 - 3月22日、フジテレビ) - 信田憲司 役（レギュラー）
- おとなの眼鏡（2006年、千葉テレビ）
- ケイタイ捜査官7 第41話（2009年、テレビ東京）
- ストロベリーナイト 第2話（2012年1月17日、フジテレビ） - 柴崎幹夫 役
- 外科医　鳩村周五郎11（2013年2月22日、フジテレビ） - 中島久樹 役
- 世にも奇妙な物語 2013年 春の特別編（2013年5月11日、フジテレビ） - オープニング映像：花婿 役
- ショムニ2013 第1話（2013年7月10日、フジテレビ） - 社員 役
- 月曜ゴールデン 釣り刑事4（2013年9月30日、TBS） - 佃和成 役
- 福家警部補の挨拶（2014年、フジテレビ） - 村上純一 役（レギュラー）
- 水曜ミステリー9「多摩南署たたき上げ刑事・近松丙吉12」（2014年8月20日、テレビ東京） - 葉山康晴 役
- このミステリーがすごい! ベストセラー作家からの挑戦状 リケジョ探偵の謎解きラボ（2015年11月30日、TBS） - 鷹野隆三 役
- 人形佐七捕物帳 第8話（2017年1月10日、BSジャパン） - 駿河屋源七 役
- 警視庁いきもの係（2017年） - 梶田実 役
- 刑事7人（2017年） - 井村遼 役
- トットちゃん!（2017年、テレビ朝日） - 飯森太一 役
- &美少女 NEXT GIRL meets Tokyo 第3話（2017年4月19日、FOD) - 鈴木 役
- マーダー★ミステリー 〜探偵・斑目瑞男の事件簿〜（2021年、朝日放送） - 竜崎克也 役
- ケイジとケンジ、時々ハンジ。 第5話（2023年5月11日、テレビ朝日） - 新橋大輔 役

### バラエティー
- SATV「ピンクス」バラエティー番組
- SATV「ch223 Music Pinkiss」音楽番組MC（2013年）

### CM
- 日清『ラ王』
- 「フォクシーハート」WEB海外（2013年）
- 「三菱地所　ザ・パークハウス晴海タワーズ」（2013年）
- 「モスバーガー　ナンタコス」（2013年）
- 「ANA2020年オリンピック応援用CM」（2013年）
- 「富士通FMV」（2014年）

## 舞台
- ラフカット2006／bambino＋（2006）
- bambino．2／STONES／西国分寺物語／bambino＋（2007）
- 雷電甲子園／ナホトカ／bambino．0／tears（主演）／どんずまり…／bambino＋／レモンスター（2008）
- うばクラ／いいだせなくて／ぬばたまの淵／くすりフィンガー（主演）／bambino．3＆＋／ROMEO－午前0時の訪問者－／幸せな心（主演）／奇々怪々〜もののけ達の夜〜（2009）
- かげぜん／そのときがきたら／タイガーブリージング／太陽が僕を笑った／帰って来た蛍／三億円少女／Michelle（2010）
- 悟らずの空／めぐりあうとき／帰路／戦国自衛隊〜女性自衛官死守セヨ〜／すずの兵隊さんと愉快な仲間たちの恋物語／yesterday〜それがあっての今日／1974（2011）
- ココロトコトノハ/ナイショッ／bambino．FINAL（2012）
- 「奇々怪々」/「手つかずの空」（主演）（2013）